# UK Schmidt Telescope
O UK Schmidt Telescope (UKST) é um telescópio de 1,2 metros que é operado pelo Observatório Astronômico Australiano (anteriormente Observatório Anglo-Australiano), está localizado ao lado do telescópio anglo-australiano de 3,9 metros no Observatório de Siding Spring, Austrália. É muito semelhante ao telescópio Samuel Oschin na Califórnia. O telescópio pode detectar objetos com magnitude abaixo de 21 após uma hora de exposição em placas fotográficas.